# 지바현 제8구
지바현 제8구(일본어: 千葉県第8区)는 일본의 중의원 선거구이다. 1994년 일본 공직선거법 개정으로 신설되었다.

## 지역
- 가시와시 (옛 쇼난마치 일대는 제외)
- 아비코시

가시와 시의 쇼난마치 지역은 2002년 신설된 지바현 제13구에 편입되었다.